# Astraptes fulgerator
La mariposa saltarina azul de dos barras (Astraptes fulgerator) es un miembro de la familia Hesperiidae, en inglés recibe el nombre común de “two barred flasher”. Se reportan como plantas hospederas a una amplia gama de especies entre las que destacan los géneros Inga, Lochocarpus, Senna, Canavalia, Centrosema, Desmodium de la familia Fabaceae, y Hampea y Byttneria de la familia Malvaceae entre muchos otros.

## Descripción
La oruga es de color negro, con la parte ventral café, presenta pelillos blancos y bandas amarillas transversales, presenta un collar marrón y su cabeza es negruzca con pelillos blancos; la pupa es de color café oscuro a negro cubierta con un polvillo blanquecino; los adultos son de color café oscuro o negruzco, sin embargo presentan una coloración azul brillante en la cabeza, tórax y la base de las alas anteriores, así mismo en cada una de las alas anteriores presenta dos bandas “transparentes” (de ahí su nombre común).

## Distribución
Desde el sur de Texas en los Estados Unidos de América hacia el sur, en México a través de las vertientes del océano Pacífico y el Golfo de México, Costa Rica, en la zona de la Sierra Madre Occidental y Oriental,  hasta Argentina.

## Hábitat
Se observa en distintos tipos de vegetación natural como matorrales, bosques de encino y  cafetales cercanos a la selva.

## Estado de conservación
Hasta el momento en México no se encuentra en ninguna categoría de protección, ni en la Lista Roja de la IUCN (International Union for Conservation of Nature) ni en CITES (Convención sobre el Comercio Internacional de Especies Amenazadas de Fauna y Flora Silvestres).